# Dmitriy Muserskiy
Dmitriy Muserskiy (em russo:  Дмитрий Мусэрский; Makeevka, 29 de outubro de 1988) é um jogador russo de voleibol. 

## Biografia
Muserskiy é membro da seleção de voleibol russa, tem 2,19 metros de altura, fazendo dele um dos atletas mais altos do mundo. Atua pelo Belogorie Belgorod jogando na posição de meio-bloqueador.  No bloqueio atinge a altura de 3,53 metros, mas no ataque atinge 3,80 metros de altura. Na final dos Jogos Olímpicos de 2012 jogou como oposto apesar de ser central e ajudou a Rússia a faturar o primeiro ouro olímpico como nação independente, ele marcou 31 pontos na decisão contra o Brasil. Na Liga de 2010 obteve o prêmio de melhor bloqueador e na Liga de 2011 na qual a Rússia foi campeã, Muserskiy foi eleito o melhor sacador da competição.

## Títulos
Suntory Sunbirds
- Mundial de Clubes: Bronze Mundial 2023
- Asiático de Clubes: 2023

## Premiações individuais
- 2023: Mundial de Clubes – Maior pontuador e melhor oposto